# Villers-sous-Prény
Villers-sous-Prény – miejscowość i gmina we Francji, w regionie Grand Est, w departamencie Meurthe i Mozela.
Według danych na rok 1990 gminę zamieszkiwały 352 osoby, a gęstość zaludnienia wynosiła 57 osób/km² (wśród 2335 gmin Lotaryngii Villers-sous-Prény plasuje się na 704. miejscu pod względem liczby ludności, natomiast pod względem powierzchni na miejscu 907.).